# Miconia holosericea
Miconia holosericea är en tvåhjärtbladig växtart som först beskrevs av Carl von Linné, och fick sitt nu gällande namn av Dc.. Miconia holosericea ingår i släktet Miconia och familjen Melastomataceae. Inga underarter finns listade i Catalogue of Life.

## Bildgalleri

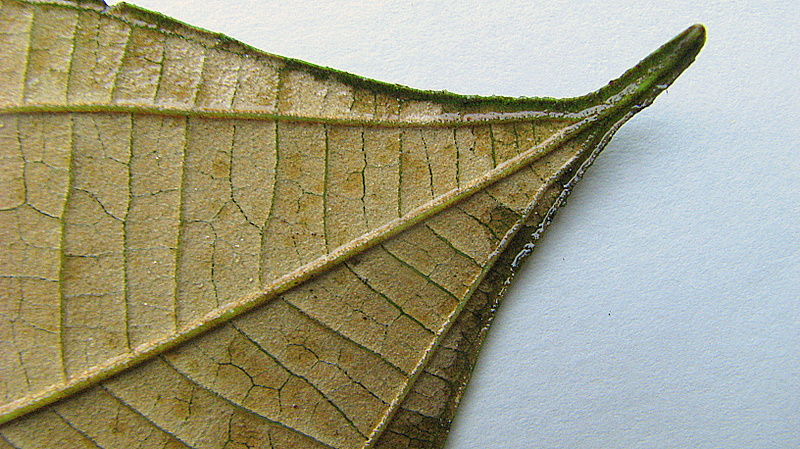
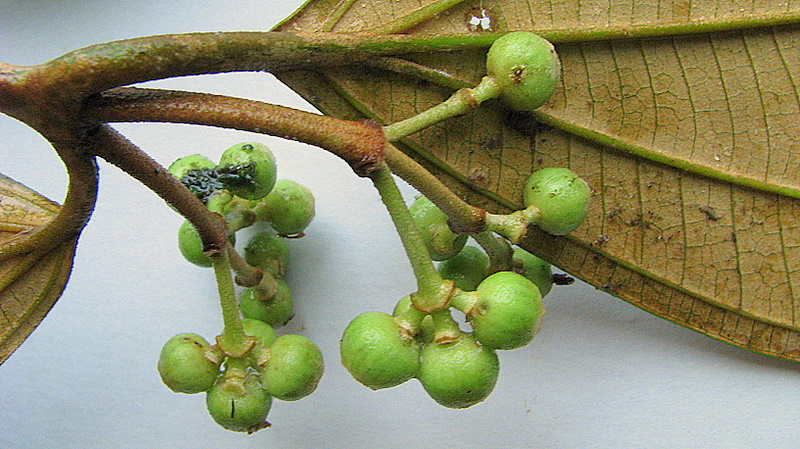
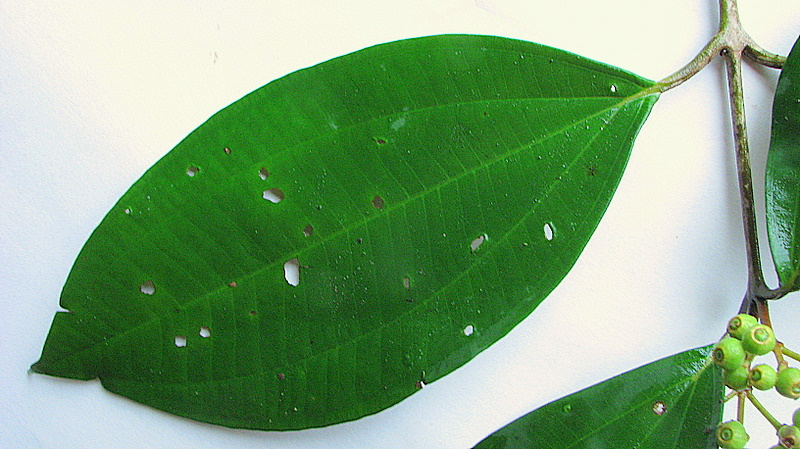
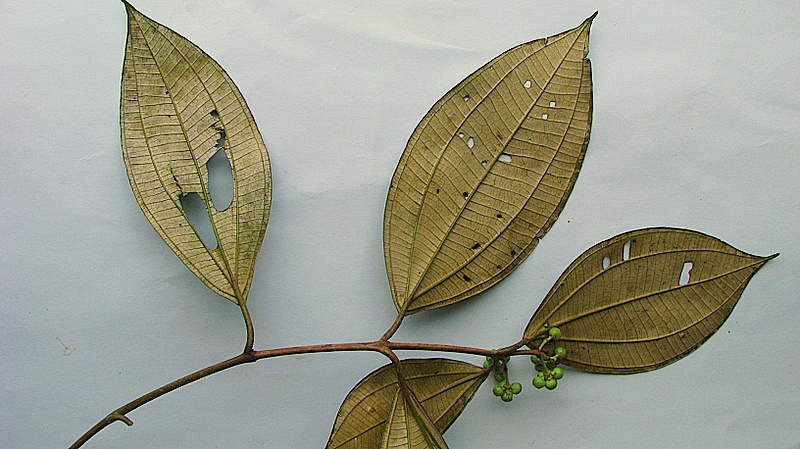